# Antygomonas
Antygomonas is een stekelwormengeslacht uit de familie van de Antygomonidae. De wetenschappelijke naam van de soort werd voor het eerst geldig gepubliceerd in 1990 door Nebelsick.

## Soorten
De volgende soorten zijn bij het geslacht ingedeeld:
- Antygomonas incomitata Nebelsick, 1990[1]
- Antygomonas oreas Bauer-Nebelsick, 1996[3]
- Antygomonas paulae Sørensen, 2007[4]